# Руперт I Легницкий
Руперт (Рупрехт) I Легницкий (пол. Ruprecht (Rupert) I legnicki, нем. Ruprecht I von Liegnitz; 27 марта 1347 — ок. 12 января 1409) — князь Легницкий с 1364 года (вместе с тремя братьями), в 1397—1401 годах — регент в Глогувско-Жаганьском княжестве.

## Биография
Представитель легницкой линии Силезских Пястов. Старший сын князя Вацлава I Легницкого (1310/1318 — 1364) и Анны Цешинской (ок. 1324—1367). Младшие братья — князья Вацлав II, Болеслав IV и Генрих VIII Легницкие.
В 1364 году после смерти своего отца Вацлава Руперт вместе с младшими братьями Вацлавом II, Болеславом IV и Генрихом VIII получил в совместное владение Легницкое княжество. С 1364 по 1373 год братья находились под опекой и регентством своего дяди, князя Людвика I Бжегского.
В 1365 году Руперт Легницкий вместе с двоюродным братом Генрихом VII Бжегским сопровождали императора Священной Римской империи Карла IV Люксембургского во время его похода за короной Арльского королевства. Во время путешествия Руперт посетил ряд французских городов, в том числе Авиньон, где получил от папы Урбана V разрешение на отмену отлучения от церкви для своего покойного отца.
В 1370 году князь Руперт Легницкий принимал участие в имперском съезде в Нюрнберге, где впервые проявил свои политические взгляды.
Регентством князя Людвика Бжегского в Легницком княжестве продолжалась до достижения совершеннолетия Руперта в 1373 году, когда он начал самостоятельно править в Легнице. Несмотря на объявление своим соправителем младшего брата Вацлава II, Руперт сохранил за собой всею полноту власти над княжеством. Тесное сотрудничество между дядей Людвиком I Бжегским и племянником Рупертом Легницким продолжалось и позднее. Под нажимом своего дяди Руперт согласился заключить 2 декабря 1372 года договор с младшими братьями, приняв решение не делить Легницкое княжество между собой в течение десяти лет. Этот договор был продолжен в последующие годы, что позволило Руперту осуществлять полный контроль над Легницким княжеством за счет своих младших братьев, которые, хотя и считались его соправителями, не имели никакой реальной власти в Легнице.
В более поздние годы князь Руперт Легницкий был активно вовлечен в династическую борьбу за Силезский наследство. 21 мая 1379 года в Праге был заключен договор между князем Рупертом Легницким и королем Чехии Вацлавом IV Люксембургским, по условиям которого последний гарантировал Руперту, который принес вассальную присягу на верность чешской короне, владение всеми родовыми землями всех потомков князя Болеслава III Расточителя.
6 января 1383 года князь Руперт Легницкий вынужден был согласиться на отказ от любых претензий на Вроцлавское, Свидницкое и Яворское княжества, включенные в состав Чешского королевства.
14 марта 1397 года после смерти Генриха VIII Врубеля, князя Глогувско-Жаганьского, Руперт Легницкий в течение четырёх лет (до 1401 года) был регентом Глогувского и Жаганьского княжеств от имени несовершеннолетних сыновей Генриха.
После смерти своего дяди Людвика I Бжегского (6 декабря 1398) и его единственного сына Генриха VII (11 июля 1399) Руперт стал главой семьи Легницко-Бжегских Пястов. Это позволило Руперту выступать в качестве посредника в спорах между его силезскими родственниками (например, в 1399 году он был посредником между князьями Опольскими и епископом Любушским, а в 1400 году — между сыновьями Генриха VIII о разделе отцовских владения).
Во внутренней политики одной из основных проблем Руперта Легницкого была необходимость погасить огромные долги, унаследованные ещё от своих отца и деда (которые были успешно отменены) и избежать проблем с католической церковью (которые закончились с избранием его младшего брата Вацлава II Легницкого епископом Вроцлавским).
Как и его дядя, князь Людвик I Бжегский, Руперт Легницкий был щедрым покровителем искусств. Он, в частности, способствовал написанию каноником бжегским Петром из Бычины «Хроники Князей Польских».
Князь Руперт Легницкий скончался около 12 января 1409 года и был похоронен в Коллегиальной церкви Гроба Господня в Легнице.

## Семья
Руперт Легницкий был женат с 10 февраля 1372 года на вдове Казимира III Великого, последнего короля Польши из династии Пястов, Ядвиге Жаганьской (ок. 1350 — 27 марта 1390), младшей дочери Генриха V Железного (1312/1321 — 1369), князя Глогувского и Жаганьского, и Анны Мазовецкой (1324—1363). Супруги имели в браке двух дочерей:
- Барбара (1372/1384 — 9 мая 1436), муж с 6 марта 1396 года курфюрст Рудольф III Саксонский (ум. 1419)
- Агнешка (до 1385 — после 7 июля 1411), монахиня во Вроцлаве.